# MBtech Group
Die MBtech Group war ein weltweit agierendes Beratungsunternehmen sowie Ingenieursdienstleister mit dem Hauptsitz in Sindelfingen und an weiteren Standorten in Europa, Nordamerika sowie Asien. Nach Firmenangaben erwirtschafteten die rund 4000 Mitarbeiter im Jahr 2015 weltweit einen Umsatz von rund 380 Millionen Euro.  2018 wurde das Unternehmen in das französische Unternehmen AKKA Technologies integriert, das ebenfalls im Bereich Ingenieur- und Technikberatung tätig ist.
Die MBtech Group unterstützte als Engineering- und Consulting-Dienstleister Unternehmen in der Automobilbranche, in der Luft- und Raumfahrt sowie im Schienenverkehr bei der Neuentwicklung und Optimierung von Prozessen und Entwicklungsprojekten. Zusätzlich bot das Unternehmen branchenübergreifende Beratungs- und Trainingsangebote an.

## Geschichte
Die MBtech Group wurde als Tochterunternehmen der DaimlerChrysler AG gegründet. 2011 verkaufte die Daimler AG 65 Prozent der Anteile an das französische Unternehmen AKKA Technologies, die verbleibenden 35 Prozent behielt die Daimler AG. Am 30. August 2018 wurde bekannt, dass Daimler nach erfolgter Genehmigung durch das Bundeskartellamt die verbleibenden 35 Prozent an die AKKA Technologies verkauft hat. Die Geschäftsbeziehung blieb bestehen. Ende September 2018 firmierte die MBtech Group GmbH & Co. KGaA in die AKKA GmbH & Co. KGaA um.

## Produkte
Unter der Marke MBtech wurden alle Leistungen und Produkte in vier Segmenten gebündelt:
- MBtech vehicle engineering: Konzeption, Konstruktion und Erprobung von Fahrzeugvarianten, -systemen und -modulen für Personenkraftwagen und Nutzfahrzeuge
- MBtech powertrain solutions: Weiterentwicklung des Antriebsstrangs für PKW, Nutzfahrzeuge und Geländefahrzeuge
- MBtech electronics solutions: Komplettlösungen und Spezialleistungen in der Automobilelektronik für Automobilhersteller und Zulieferer (Entwicklung und Serienbetreuung). Testen und Validieren von Steuergeräten, vernetzten Systemen, Komponenten und Prozessen
- MBtech Management Consulting GmbH: Beratungsleistungen auf der Grundlage der schlanken Produktion sowie schlankem Management.

Im August 2012 wurde bekanntgegeben, dass ein neuer Geschäftsbereich Aerospace aufgebaut werden sollte.

## Konzeptfahrzeuge

### DualX E-drive
Im Jahr 2010 stellte MBtech ein Van-artiges Konzeptfahrzeug mit dem Namen Reporter vor. Es sollte die Gesamtkompetenz des Unternehmens in den einzelnen Segmenten anschaulich belegen. Der Bereich E-Drive Systems steuerte den Plug-in-Vollhybrid-Antriebsstrang mit dem Namen DualX E-drive bei. Dieser sollte auf einem erdgasbetriebenen 4-Zylinder-Ottomotor mit 1,2 Litern Hubraum und einer Leistung von 75 Kilowatt basieren. Er sollte die Vorderachse antreiben und als Range- sowie Performance-Extender agieren. Der Elektromotor sollte die Hinterachse antreiben und 25 Kilowatt leisten. Die errechnete Gesamtreichweite lag bei circa 300 Kilometern – rein elektrisch hätten sich nach dem Neuen Europäischen Fahrzyklus (NEFZ) rund 55 Kilometer zurücklegen lassen.

### Link & Go
Mit „Link & Go“ hat die MBtech Group in Zusammenarbeit mit der AKKA Group 2013 ein weiteres Projektfahrzeug vorgestellt.

## Standorte
MBtech war an folgenden Standorten vertreten:
- Deutschland: Sindelfingen, Berlin, Böblingen, Fellbach, Magstadt, Mönsheim, Waiblingen, Mannheim, Neu-Ulm, Ingolstadt, München, Neutraubling bei Regensburg, Rüsselsheim am Main, Papenburg, Bremen, Hamburg
- Tschechien: Prag, Pilsen, Mladá Boleslav
- Ungarn: Kecskemét
- Türkei: Istanbul
- Vereinigte Staaten: Laredo (Texas), Auburn Hills (Michigan), Tuscaloosa (Alabama)
- Volksrepublik China: Shanghai